# Vila Garcia (Guarda)
Vila Garcia es una freguesia portuguesa del concelho de Guarda, con 17,08 km² de superficie y 334 habitantes (2001). Su densidad de población es de 19,6 hab/km².